# Cleonymus regalis
Cleonymus regalis är en stekelart som först beskrevs av Alan Parkhurst Dodd 1924.  Cleonymus regalis ingår i släktet Cleonymus och familjen puppglanssteklar. Inga underarter finns listade i Catalogue of Life.